# .pr
.pr ist die länderspezifische Top-Level-Domain (ccTLD) des Gebietes Puerto Rico. Sie existiert seit dem 27. August 1989 und wird vom Unternehmen Gauss Research Laboratory Inc. mit Hauptsitz in San Juan verwaltet.

## Eigenschaften
Unterhalb .pr existieren zahlreiche Second-Level-Domains wie zum Beispiel .info.pr oder .name.pr, die teilweise von jeder natürlichen oder juristischen Person ohne Einschränkungen registriert werden können. Ein Wohnsitz oder eine Niederlassung in Puerto Rico sind nicht erforderlich. Seit 2009 unterstützt .pr die Verwendung von spanischen, portugiesischen, deutschen und französischen Sonderzeichen.

## Sonstige
Im Jahr 2011 beanspruchte die Universität von Puerto Rico die Top-Level-Domain, da Gauss Research Laboratory die Verwaltung unrechtmäßig übernommen habe. Letztlich konnte sich die Universität mit ihrer Einschätzung nicht durchsetzen.